# Hartwrightia
Hartwrightia, rod  glavočika iz podtribusa Liatrinae, dio tribusa Eupatorieae. Opisan je 2013. godine.

## Opis
Hartwrightia  se sastoji od jedne vrste, H. floridana. Ova vrsta se nalazi u vlažnom i blatnjavom tlu na samo nekoliko mjesta u Georgiji i Floridi. Biljke ove vrste su uspravne trajnice iz bazalne rozete s jako razgranatom stabljikama i glavicama bjelkastih do plavkastih ili ružičastih cvjetova. Unatoč svojim 5-rebrastim i bezpapusnim cipselama, dio je Liatrinae, kao što su prvi predložili King i Robinson, a kasnije je potkrijepljeno molekularnim podacima.
Molekularni podaci, iako stavljaju Hartwrightiu čvrsto unutar Liatrinae, daju mješovite rezultate u pogledu njenog najbližeg srodnika. Nuklearne ITS/ETS regije čvrsto ga stavljaju uz Trilisu (Carphephorus), s kojom dijeli višestruke sinapomorfije, ali se također razlikuje na više mjesta. Nasuprot tome, to je gotovo potpuno podudaranje u DNK sekvencama plastida s Carphephorus corymbosus. Ovi rezultati sugeriraju da Hartwrightia može biti hibridnog podrijetla, ali je transgresivna iz bilo koje pretpostavljene roditeljske loze za više morfoloških karakteristika (Schilling2011).
Cvjetne glavice ružičasto-bijele, sastavljene su od 7-10 diskastih cvjetova. Cvjetovi se rađaju u gronjama s ravnim vrhom na višerazgranatim stabljikama. Lišće se pojavljuje u proljeće kao bazalna rozeta. Oni su oblancetasti s cijelim rubovima i mogu biti dugi do 10 inča. Listovi stabljike su eliptični do lancetasti i naizmjenično raspoređeni. Postaju smanjeni i sve više nalik braktu kako se penju uz stabljiku. Plod je peterokutna ili brazdasta cipsela. Svi dijelovi biljke prekriveni su ljepljivim žlijezdama. Biljka oblikom podsjeća na Carphephorus odoratissimus, ali su cvjetovi potonjeg mnogo tamniji i biljci nedostaju ljepljive žlijezde Hartwrightije.

## Stanište
Hartwrightia je neuobičajeno neugledno divlje cvijeće koje se nalazi u samo 10 okruga Floride i pet okruga Georgije. To je ugrožena vrsta na državnom popisu u obje države, gdje je gubitak staništa i suzbijanje požara ugrožavaju. Biljka se javlja na procjednim padinama, udubinama, močvarnim rubovima i vlažnim borovim ravnim šumama i prerijama. Njegovi pastelni cvjetovi cvjetaju u kasno ljeto i jesen.

## Oprašivanje
Oprašivanje Hartwrightije nije posebno proučavano, ali se pretpostavlja da njezine cvjetove oprašuje ista vrsta kukaca koji oprašuju druge vrste Asteraceae.

## Sinonimi
Nema.